# Skamp
Skamp (stylisé SKAMP) est un groupe de musique lituanien.
Il a participé au concours Eurovision de la chanson 2001.